# Wopfing
Wopfing ist ein Ort im Piestingtal und als Ortschaft und Katastralgemeinde Teil der Marktgemeinde Waldegg im Bezirk Wiener Neustadt-Land in Niederösterreich.

## Geografie
Der an der Piestingtalbahn gelegene Ort besteht überdies aus den Ortsteilen Burggraben und Mühltal.

## Geschichte
Der Ortsname bezieht sich auf einen Wopfo oder Hopho, der die Siedlung gründete oder Grundherr war. Der Ort wird 1140 als Hophingen erstmals erwähnt.
In der Zeit der beiden Türkenkriege wurde Wopfing in großen Teilen geplündert und niedergebrannt. Die Schäden waren jeweils noch mehrere Jahrzehnte sichtbar. Beispielsweise wurde im 16. Jahrhundert auch Wein ausgebaut, der in folge des ersten Türkenkrieges fast vollständig zum Erliegen kam.
1850 konstituierten sich Wopfing und Oed zur Gemeinde, die bis 1923 bestand. Danach schlossen sich Wopfing und Peisching und wurden 1927 nach Waldegg eingegliedert, das zugleich zur Marktgemeinde erhoben wurde.
1908 wurde in Wopfing ein Wasserkraftwerk errichtet, das das erste Kraftwerk im Piestingtal war. Es versorgte die Metallwarenfabrik Gebrüder Rosthorn mit Energie.
Die Wopfinger Baustoffindustrie GmbH ist ein seit 1911 hier ansässiges Unternehmen, das Kalkstein brennt und Zemente und Fertigputze herstellt. Der hier entwickelte Wopfinger Ofen ist eine mehrteilige Ofenanlage zum Brennen von Kalkstein zu Brandkalk, bei den die heißen (Ab-)Gase eines Ofens zum Vorwärmen der anderen Öfen verwendet werden.

## Sehenswürdigkeiten
- Pfarrkirche Wopfing, ein 1733 errichteter Bau, 1783 zur Pfarrkirche erhoben

## Persönlichkeiten
- Gustav von Rosthorn (1815–1896), betrieb in Oed die Metallwarenfabrik Gebrüder Rosthorn
- Oskar von Rosthorn (1857–1930), betrieb in Oed die Metallwarenfabrik Gebrüder Rosthorn